# Clickimin Loch

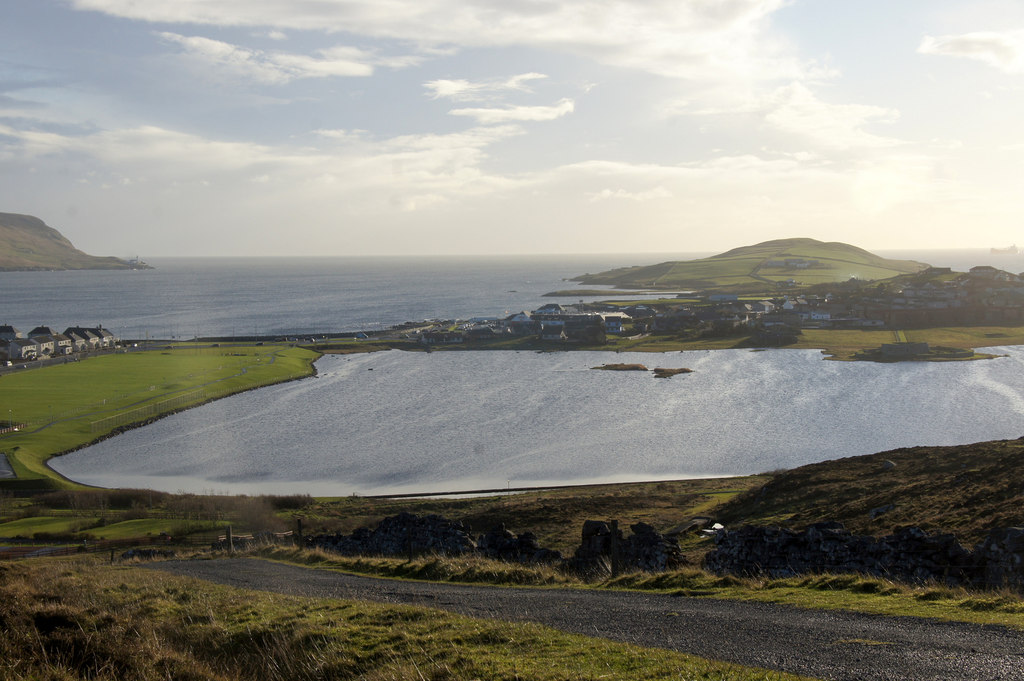
Blick von Norden auf Clickimin Loch und Brei Wick. Im Hintergrund rechts der Ort Sound und die Halbinsel Ness of Sound.

Clickimin Loch, auch Loch of Clickimin, ist ein See (Loch) im Osten von Mainland, der Hauptinsel der Shetlands. Er liegt zwischen der Inselhauptstadt Lerwick im Nordosten und der Ortschaft Sound im Südwesten. Im Nordwesten wird er vom 128 Meter hohen South Staney Hill überragt, nach Südosten hin trennt ihn eine schmale Landenge mit der dort verlaufenden A970 von Brei Wick, einer Bucht des Bressay Sound. Auf einer ehemaligen Insel im Süden des Sees liegen die Überreste des Broch von Clickhimin, einem bronzezeitlichen Bauwerk.